# В царстве фей
«В царстве фей» (фр. Le royaume des fées, 1903) — французский короткометражный художественный фильм Жоржа Мельеса.
«Это самый волшебный фильм Мельеса.».

## Сюжет
Свадьба принца Белазора и принцессы Азурины. Колдунья, которую забыли пригласить на свадьбу, предсказывает новобрачным несчастья. Принцессу похищают в огненной колеснице. Принц садится на корабль, чтобы спасти свою возлюбленную, но корабль терпит крушение. Принц оказывается под водой в царстве Нептуна. С помощью феи он выходит на землю, убивает колдунью и освобождает Азурину, запертую на вершине башни Кикенгронь.

## Художественные особенности
В съемках «участвовали артисты 17 парижских театров». 
Сцены в подводном царстве снимались сквозь аквариум с рыбами. Кораблекрушение было сделано с помощью макетов в бассейне.

## В ролях
- Блюэт Бернон / Аврора
- Жорж Мельес / Принц Белазор

## Интересные факты
- Фильм являлся обработкой популярной в те годы феерии «Лань в лесу».